# Joseba Llorente
Joseba Llorente Etxarri (Hondarribia, 24 novembre 1979) è un ex calciatore spagnolo, attaccante.

## Palmarès

### Club

#### Competizioni nazionali
- Segunda División: 1

Real Valladolid: 2006-2007